# Fauna & Flora International
Fauna & Flora International (FFI), früher auch Fauna and Flora Preservation Society, ist eine internationale Naturschutzvereinigung und Nichtregierungsorganisation.

## Geschichtliches
FFI wurde im Jahr 1903 ursprünglich als die Society for the Preservation of the Wild Fauna of the Empire von einer Gruppe britischer Naturaktivisten und amerikanischer Staatsmänner in Afrika gegründet. Später wurde diese zur Fauna Preservation Society, bevor sie im Jahr 1981 zur Fauna and Flora Preservation Society umbenannt wurde.
Das Ziel der Gesellschaft war es, die Zukunft von großen Säugetierpopulationen zu sichern, die aufgrund von übermäßiger Jagd und Landaneignung schnell zurückgingen. Gemeinsam mit Landbesitzern, der Regierung und Sportjägern, half die Organisation dabei, ein Gesetz zu verabschieden, das zur Kontrolle der Jagd in großflächigen Gebieten von Ostafrika und Südafrika dient. Dies eröffnete endgültig den Weg für die Erschließung von Nationalparks, darunter Kruger National Park und Serengeti National Park.
FFI wurde von vielen Historikern als die erste Umweltschutzorganisation der Welt bezeichnet. Die anfängliche Arbeit der Organisation in Afrika führte zu einem Trend in Sachen Ökotourismus. Die Organisation spielte ebenfalls eine Schlüsselrolle in der Etablierung der weltweiten Artenerhaltungsinfrastruktur. Dazu gehören World Conservation Union (IUCN), der World Wide Fund for Nature (WWF) und dem Washingtoner Artenschutzübereinkommen Convention on the International Trade in Endangered Species of Wild Flora and Fauna (CITES).

## Aktivitäten
Die wissenschaftliche Zeitschrift der Vereinigung, Oryx: The International Journal of Conservation, wird im Auftrag von der Cambridge University Press veröffentlicht.
FFI befolgt einen siebenteiligen Ansatz, um die Biodiversität zu erhalten:
1. Regionalen Raum für den Umweltschutz schaffen
2. Artenvielfalt mit den menschlichen Bedürfnissen kombinieren
3. Direkter Schutz von Spezies und deren Lebensräumen
4. Land für den Zweck der Artenerhaltung sichern
5. Notfallschutzplan für Umweltschutz Zwecke
6. Beeinflussung der Artenerhaltungs-Politik und Durchführung
7. Überbrückung der Lücke zwischen Business und Artenvielfalt

Neben dem siebenteiligen Ansatz zum Umweltschutz hat Fauna & Flora vor kurzem die Forests Now Declaration befürwortet, die nach neuen marktbasierten Mechanismen verlangt, welche tropische Wälder schützen.

## Aufbau
Der Verein unterliegt dem englischen Gesetz als Gesellschaft mit begrenzter Haftung und ist eine registrierte Wohlfahrtsorganisation mit Firmensitz in Cambridge. FFI besitzt Schwesterorganisationen in den Vereinigten Staaten, Australien sowie eine Nebenstelle in Singapur.
Das Logo der Vereinigung ist eine Arabische Oryx, in Anlehnung an die Operation Oryx, einem Zuchtprogramm, das von der Organisation durchgeführt wurde.
Prinzessin Laurentien der Niederlande ist die Präsidentin der Organisation, Elisabeth II. eine Förderin. FFI hat ebenfalls eine Anzahl von hochrangigen Vizepräsidenten, darunter Sir David Attenborough, David Bellamy, Stephen Fry, Charlotte Uhlenbroek, Rove McManus und Baron Browne von Madingley. FFI hat Mitglieder in über 80 Ländern.

## Meilensteine
Die erste Publikation des Journals, dem Vorgänger von Oryx - The International Journal of Conservation erfolgte im Jahr 1903. Seit 1962 hilft die Operation Oryx dabei die Arabische Oryx durch ein Zuchtprogramm vor dem Aussterben zu bewahren mit erfolgreichen Wiedereingliederungen in der Wildnis in Jordan, Oman und Saudi-Arabien. Dies war eine der weltersten und erfolgreichen Zucht- und Wiedereingliederungsbemühungen für eine gefährdete Spezies. Im Jahr 1966 wurde Peter Markham Scott, Vorsitzender der IUCN Species Survival Commission, Vorsitzender der FFI und entwarf die Red Data Books, eine systematische Studie von allen gefährdeten Arten.
1971 wird 100% Funds gegründet (heute bekannt als Flagship Species Fund), um kleine Projekte zu unterstützen, in denen dringende Umweltschutzmaßnahmen benötigt werden, welche wiederum dazu dienen gefährdete Spezies auf der ganzen Welt zu schützen. Ein Jahr später erfolgte auf Initiative von Gerald Durrell die Eröffnung der World Conference on Breeding Endangered Species in Captivity as an Aid to their Survival in Jersey. Dadurch wurde der erste Ideenaustausch unter Wissenschaftlern im Bezug auf Ideen der Zuchthaltung möglich.
Im Jahr 2000 erhielt Alexander Peal, der Präsident der Society for the Conservation of Nature of Liberia, dessen Arbeit seit 1996 von FFI unterstützt wurde, den Goldman Environmental Prize, eine der größten Ehren für einen Naturschützer.